# حديقة غرينتش
حديقة غرينتش أو غرينتش بارك (بالإنجليزية: Greenwich Park) هي واحدة من أكبر المساحات الخضراء في جنوب شرق لندن. وواحدة من المتنزهات الملكية فيها، حيث تبلغ مساحتها 74 هكتار، وهي جزء من موقع غرينتش للتراث العالمي.
تطل الحديقة على نهر التايمز وجزيرة دوجز ومدينة لندن.
الحديقة مفتوحة على مدار السنة. وهي مصنفة كمتنزه من الدرجة الأولى في سجل الحدائق والمتنزهات التاريخية. في عام 2020، مُنحت الحديقة مساعدة مالية لاستعادة معالمها التاريخية، وبناء مركز تعليمي، وتعزيز التنوع البيولوجي لها، وتوفير وسائل راحة أفضل للأشخاص ذوي الإعاقة.

## تاريخ

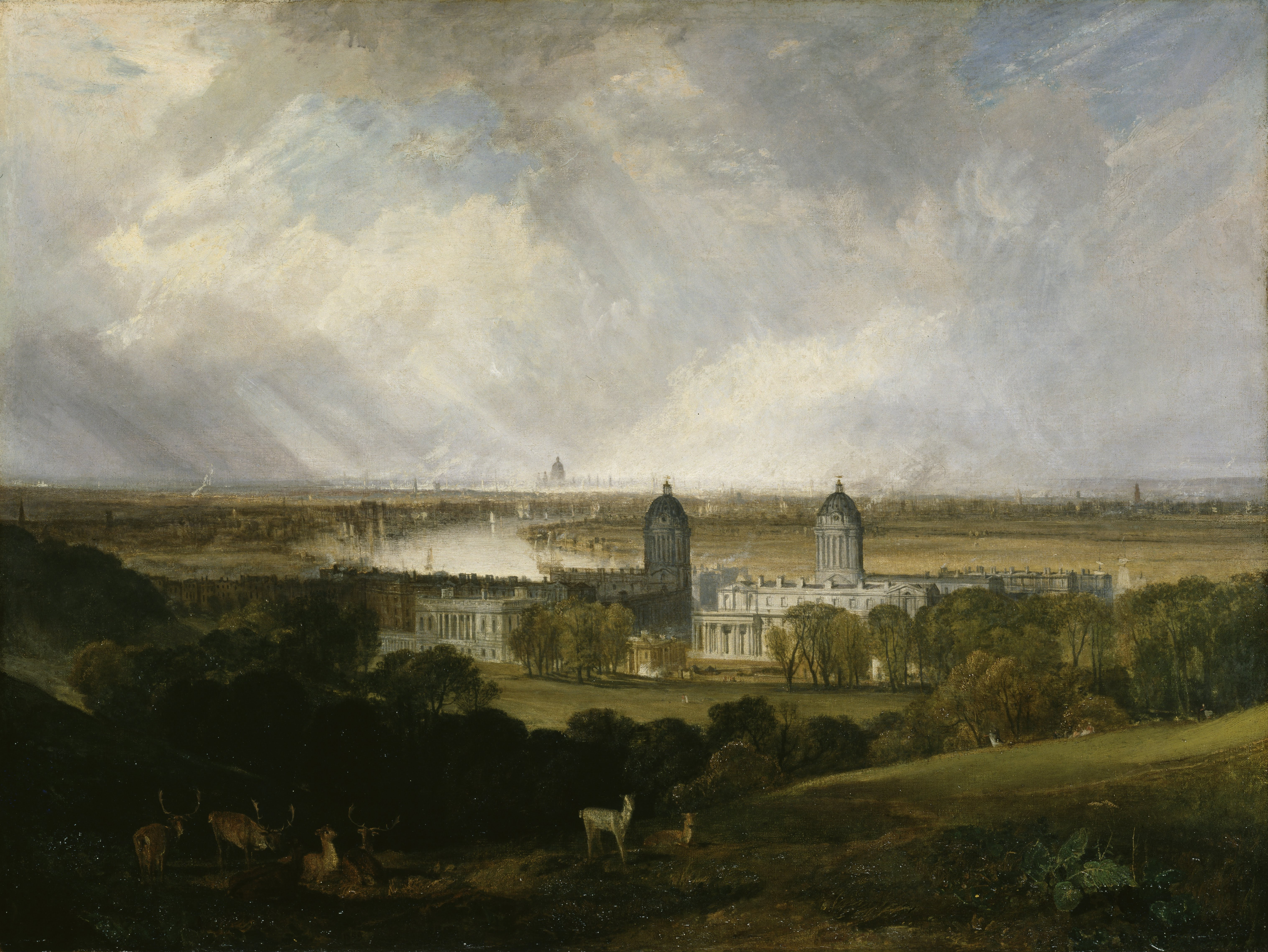
لندن ونهر التايمز من غرينتش بارك، بريشة جي إم دبليو تورنر

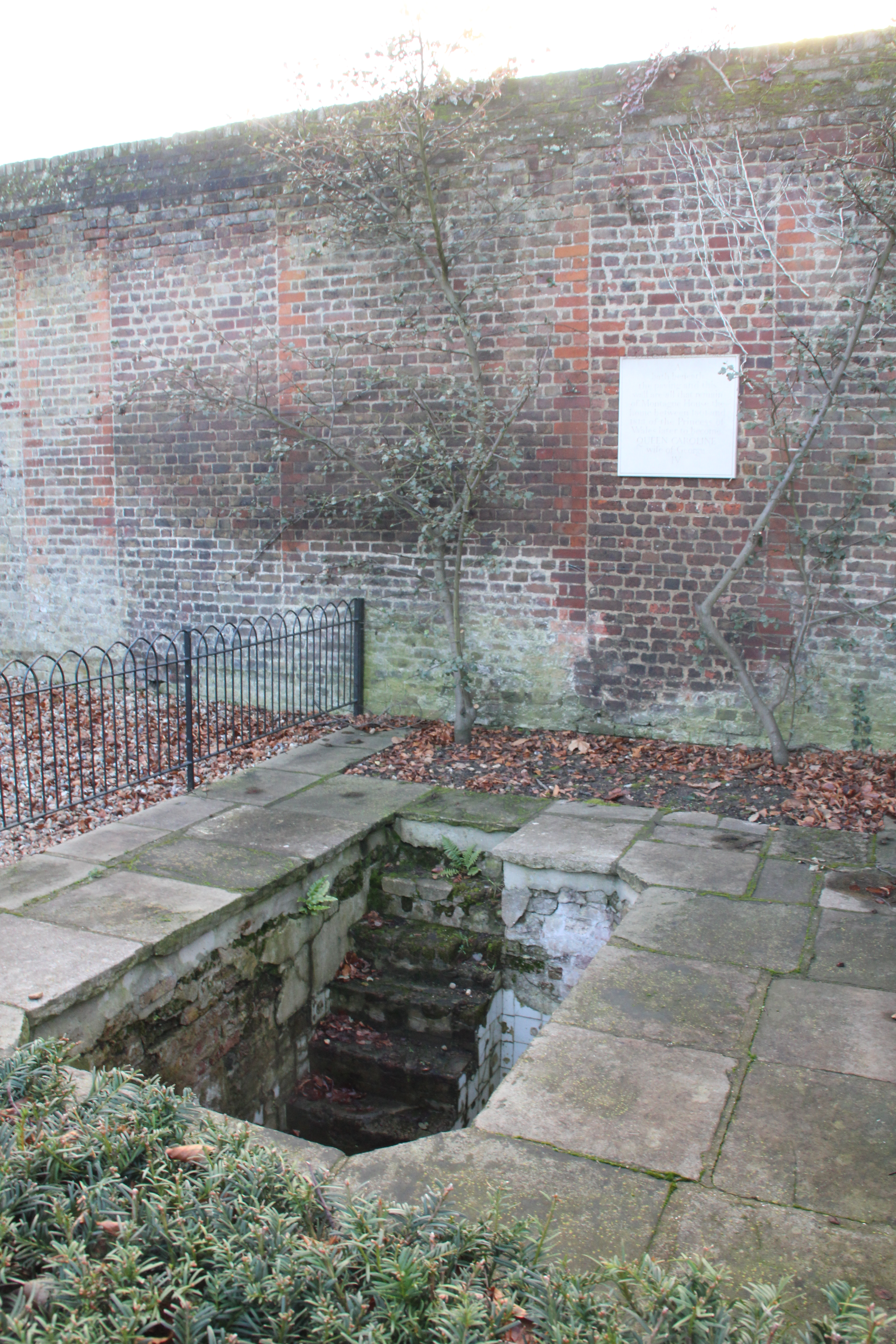
حمام الملكة كارولين، غرينتش بارك

كانت ملكية أراضي الحديقة تعود في الأصل لدير القديس بطرس، غينت، لكنها عادت إلى التاج عام 1427 فأعطاها هنري السادس لعمه همفري، دوق غلوستر. فقام ببناء منزل على نهر نهر التايمز، سمي بيلا كورت، وقلعة صغيرة دعيت قلعة غرينتش أو برج ديوك همفري.
في القرن الخامس عشر، كانت الحديقة عبارة عن أرض برية وربما كانت تستخدم للتنزه. في القرن التالي، جلب هنري الثامن مجموعة من الغزلان للحديقة لغرض الصيد وما زالت تلك الغزلان تعيش في الحديقة إلى الآن. قام جيمس الأول بإحاطة الحديقة بجدار من الطوب يبلغ ارتفاعه اثني عشر قدمًا بتكلفة 2000 جنيه إسترليني، والذي رسم الحدود الحالية للحديقة.
في عام 1888، بُنيت محطة قطار خاصة بالحديقة حيث اُفتتحت محطة سكة حديد غرينتش بارك. ولم تكن المحطة ناجحة، حيث فضل معظم الركاب محطة غرينتش القديمة، وفي عام 1917 أُغلقت محطة غرينتش بارك والخط المرتبط بها.

## الأنشطة الرياضية
خلال دورة الألعاب الأولمبية الصيفية في لندن 2012، لُعبت في حديقة غرينتش مباريات الركض والفروسية الأولمبية والبارالمبية.
تسبب استخدام الحديقة لفعاليات الفروسية الأولمبية في بعض التوتر بين "لجنة لندن المنظمة للألعاب الأولمبية وأولمبياد المعاقين" وبين السكان المحليين. اعتقدت مجموعة العمل المجتمعي المحلية، أن الحديقة لم تكن مكانًا مناسبًا للأحداث الرياضية وبدأت في تقديم التماس لنقل مباريات الفروسية الى موقع آخر؛ وقد جمعوا أكثر من 12000 توقيع لذلك، لكن فشلت جهود المنظمة في النهاية وأقيم الأولمبياد في الحديقة.
كما نظمت الحديقة أيضًا بداية المرحلة النهائية من سباق دراجات طواف بريطانيا 2006.

واحدة من ثلاث نقاط انطلاق لماراثون لندن، تقع في جنوب غرينتش بارك، بالقرب من طريق تشارلتون. حيث يمرّ نصف المشاركين في ماراثون لندن عبر الحديقة، أما في مارثون 2013 فكانت الحديقة تمثل خط النهاية.

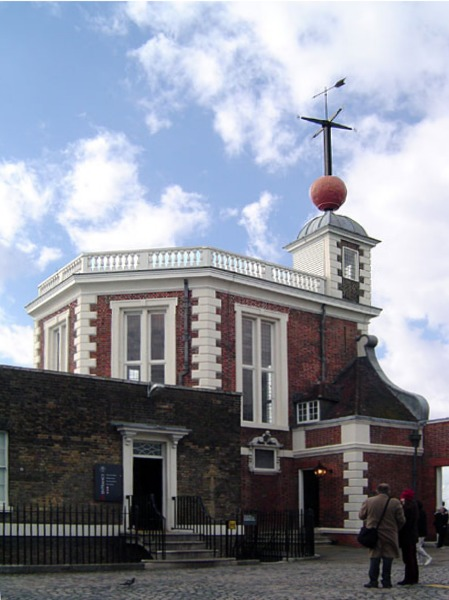
المرصد الملكي

## معرض الصور

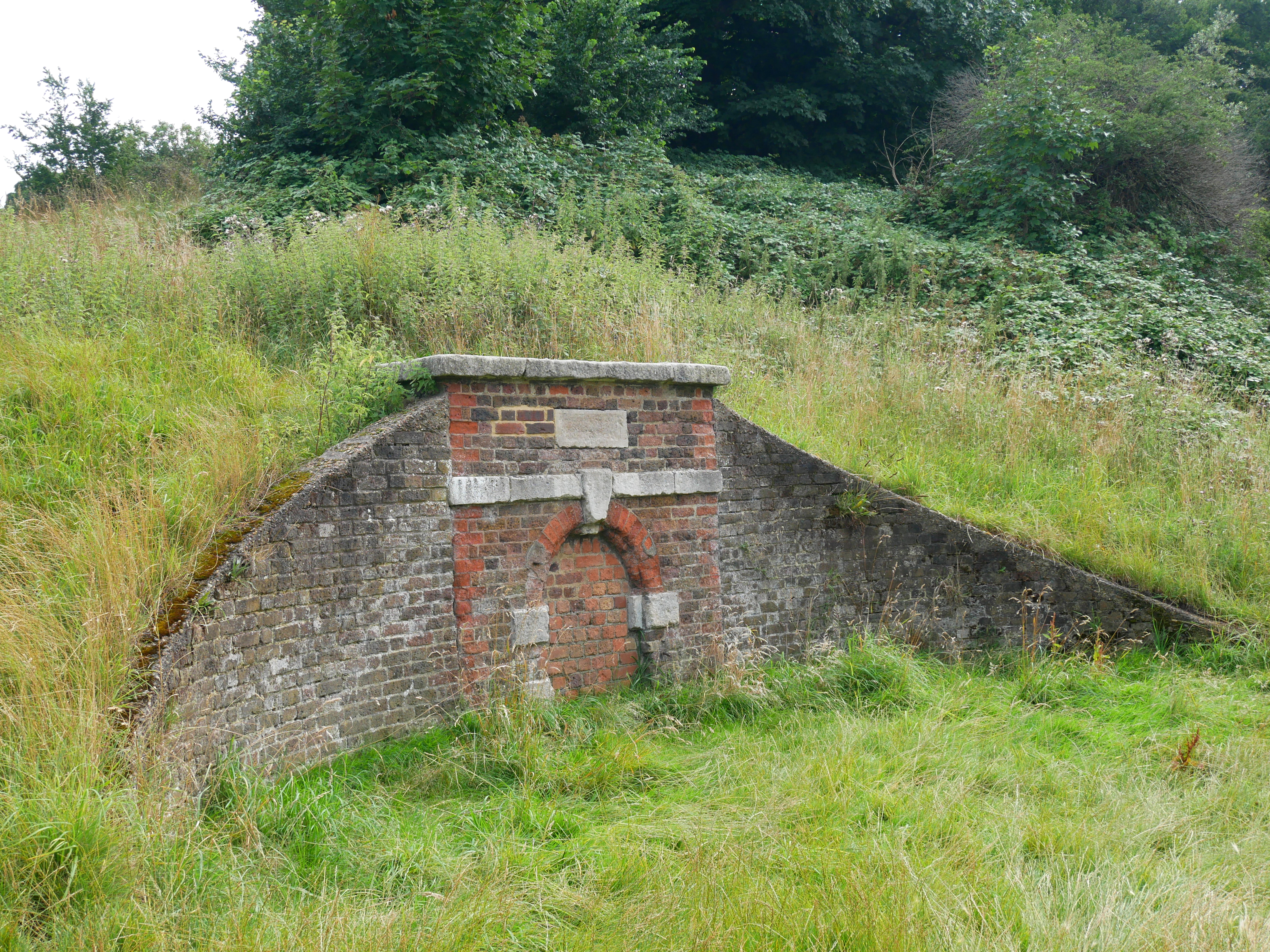
كوخ من أواخر القرن السابع عشر أو أوائل القرن الثامن عشر
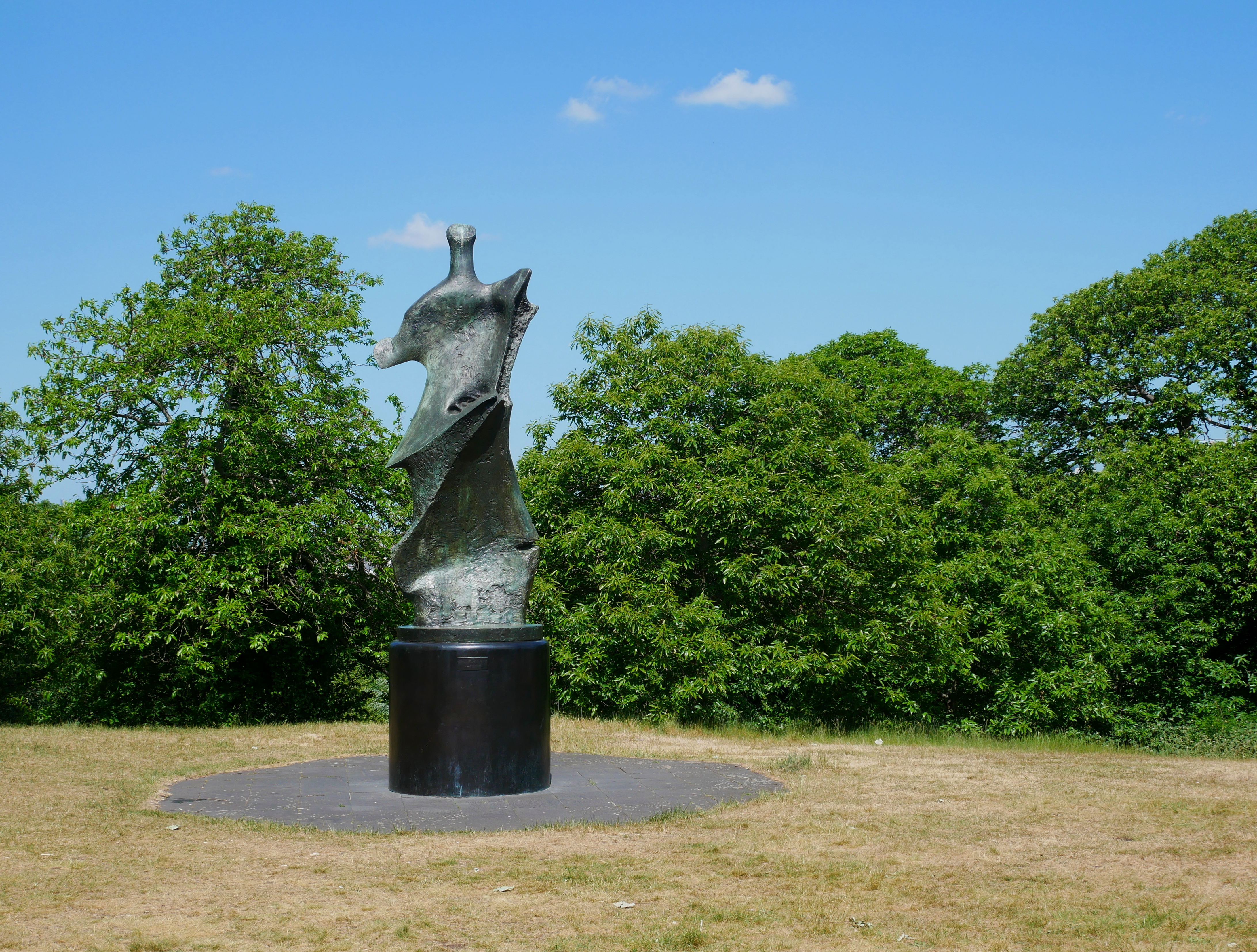
تمثال هنري مور
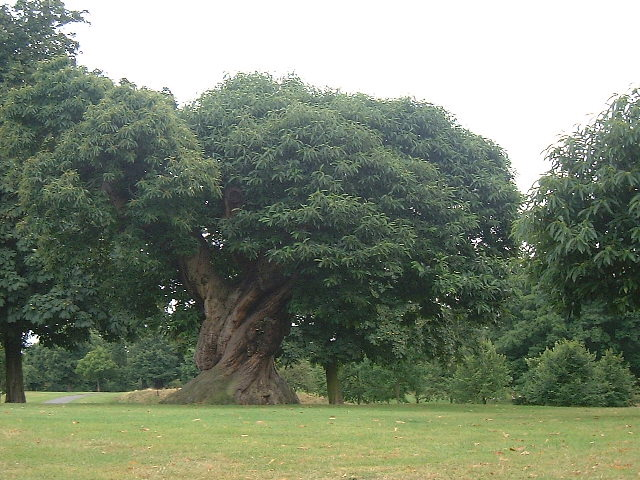
إحدى أشجار الكستناء القديمة.
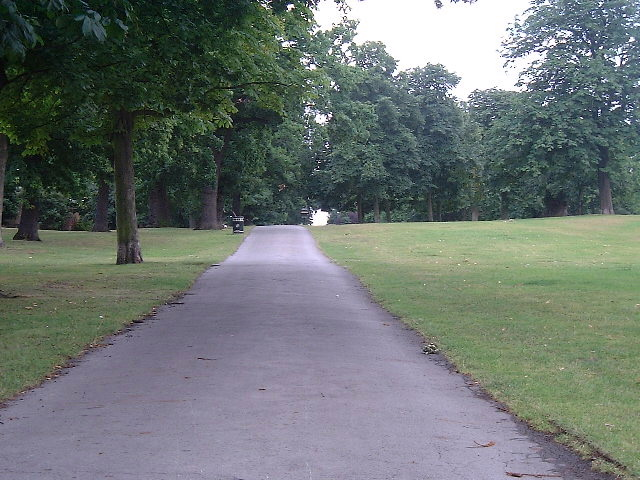
طريق في الحديقة
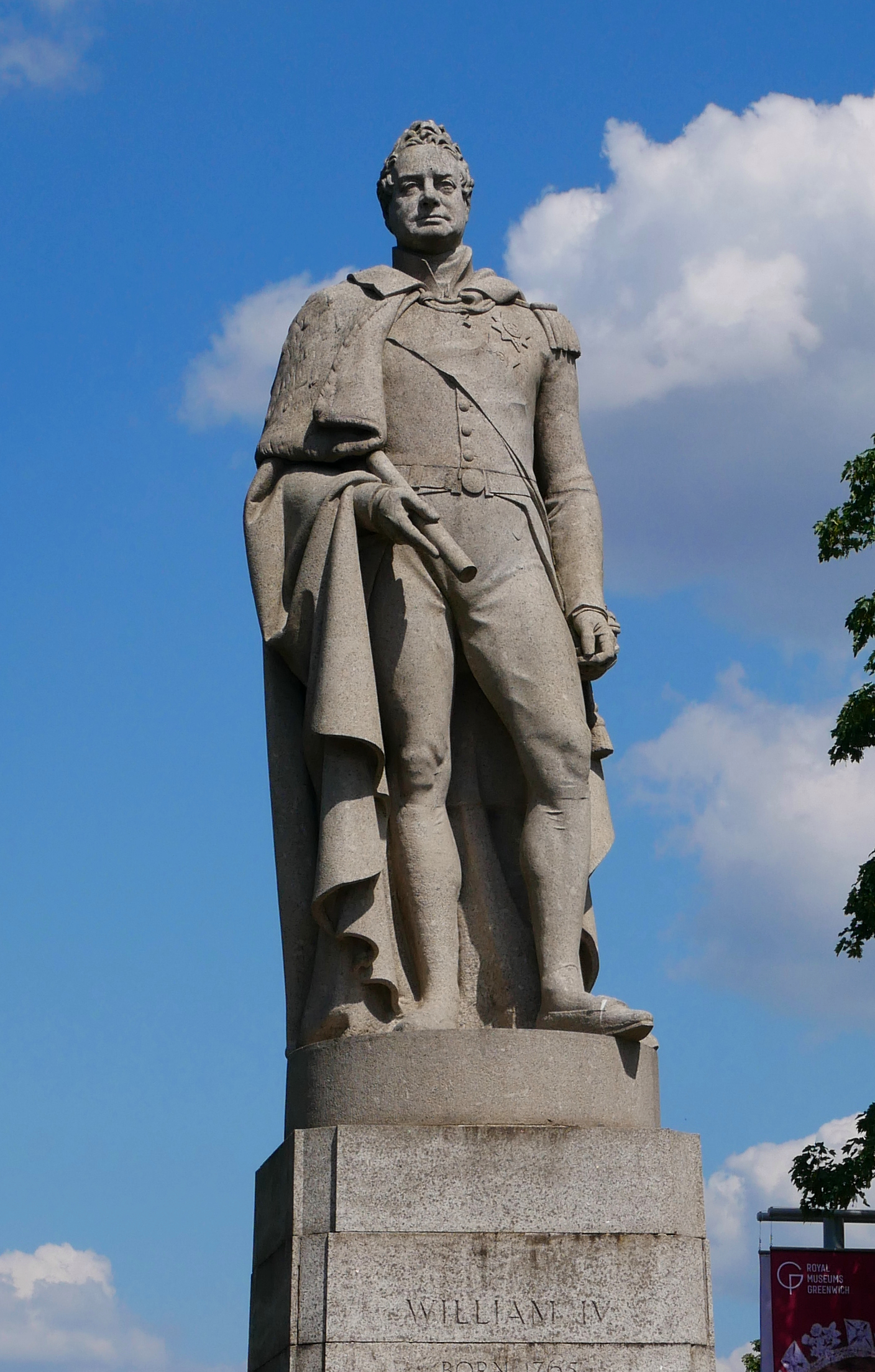
تمثال وليام الرابع للنحات صموئيل نيكسون
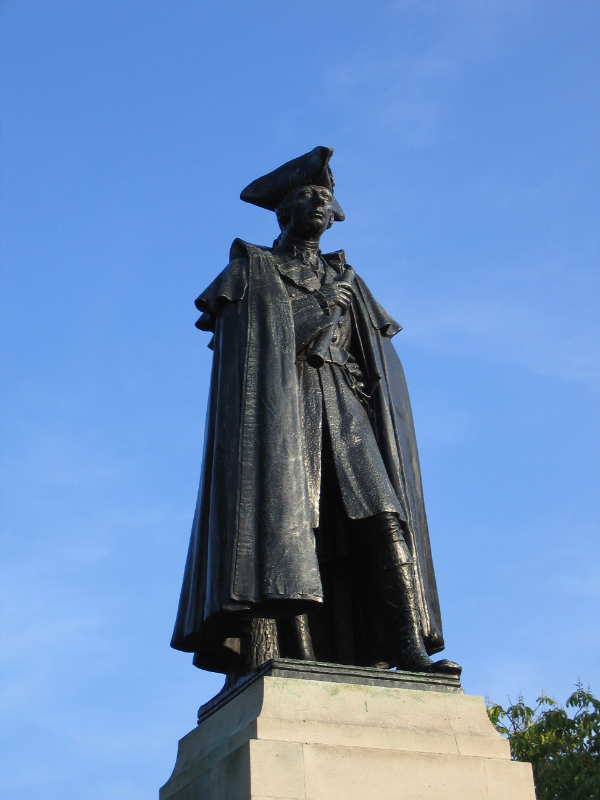
تمثال جيمس وولف للنحات روبرت تايت ماكنزي
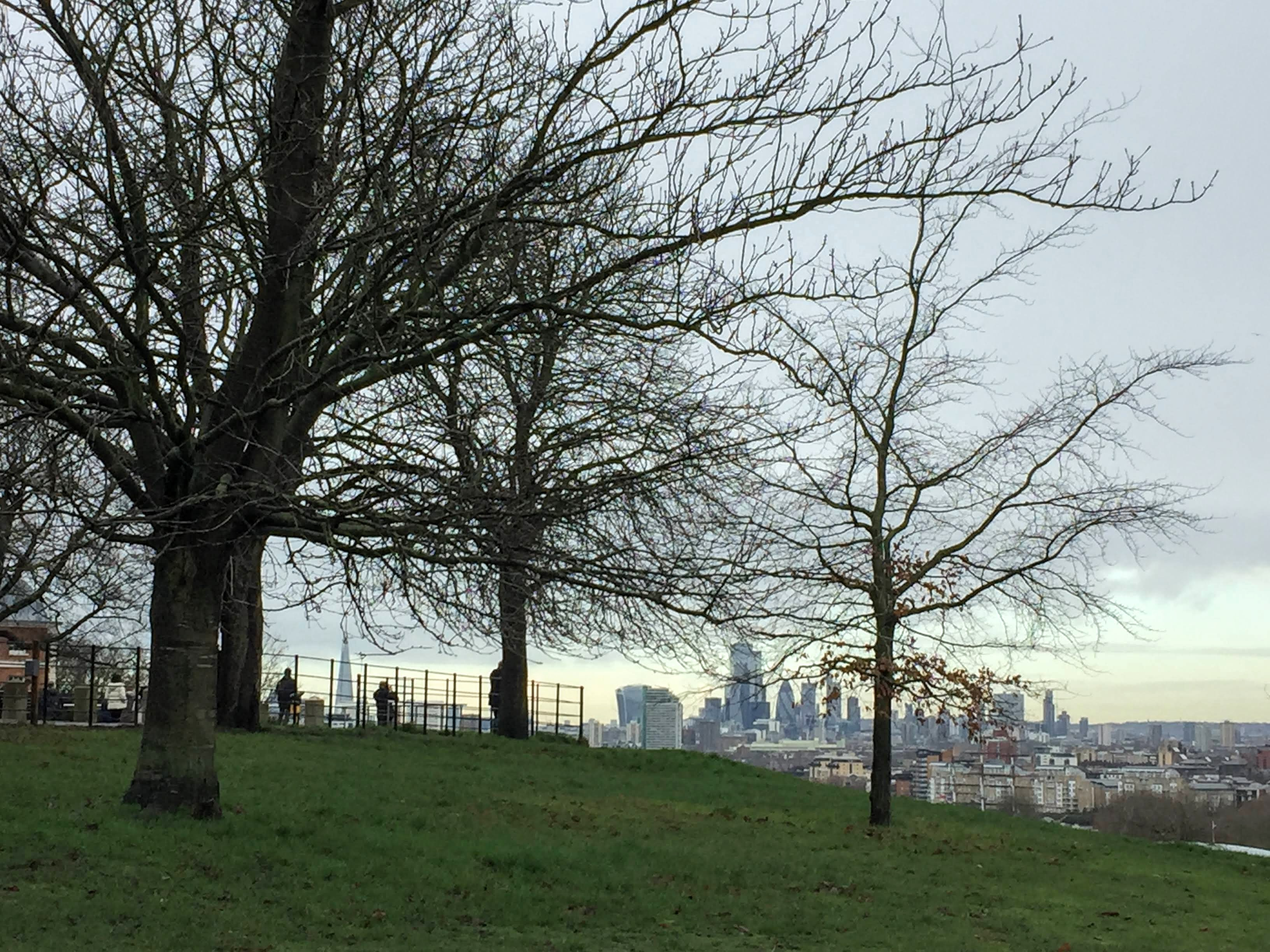
منظر لمدينة لندن من غرينتش بارك
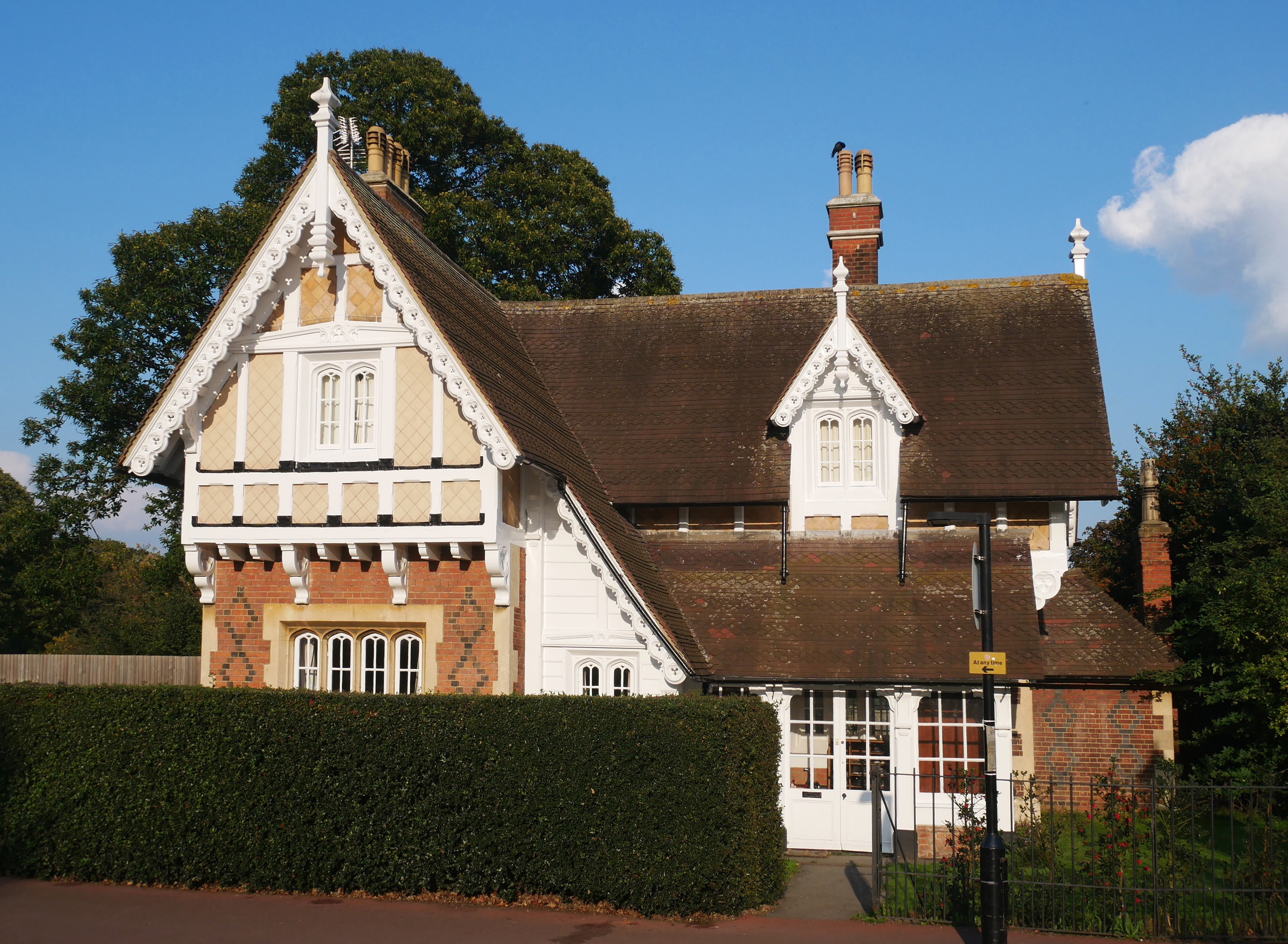
نزل عند المدخل الجنوبي
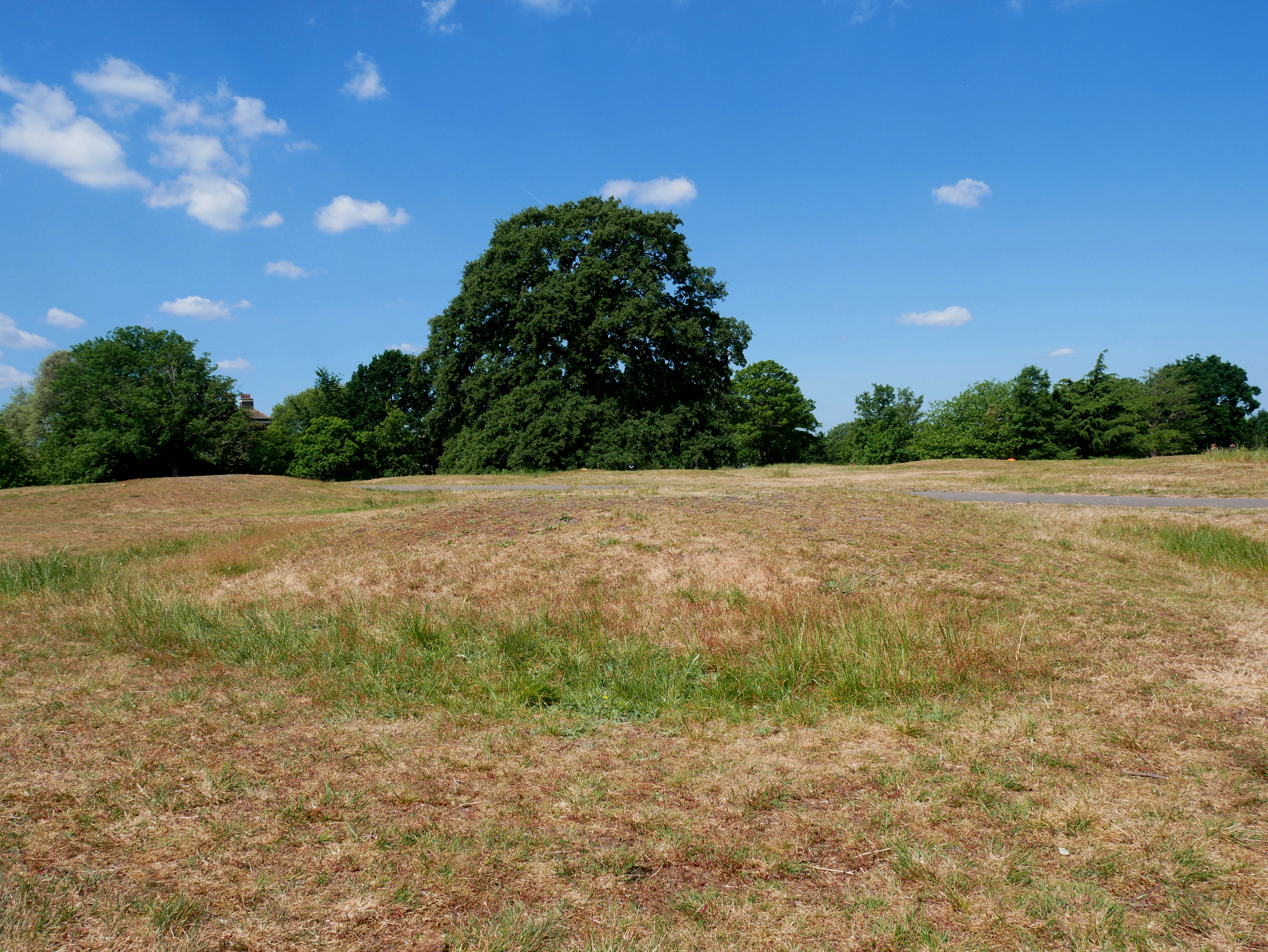
تلال استخدمت للدفن في العصور الوسطى في غرينتش بارك
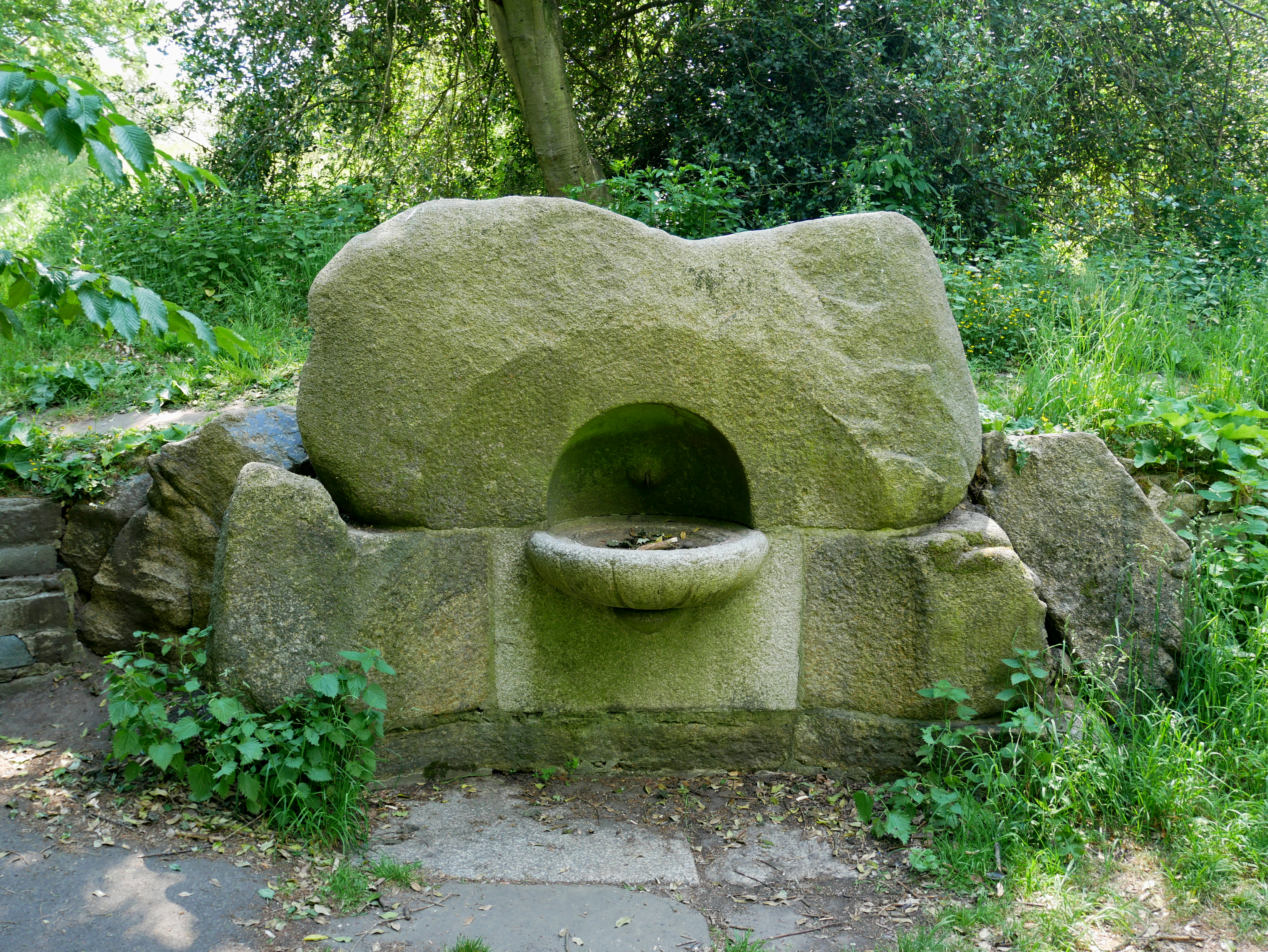
نافورة مياه شرب تغذيها الينابيع في غرينتش بارك
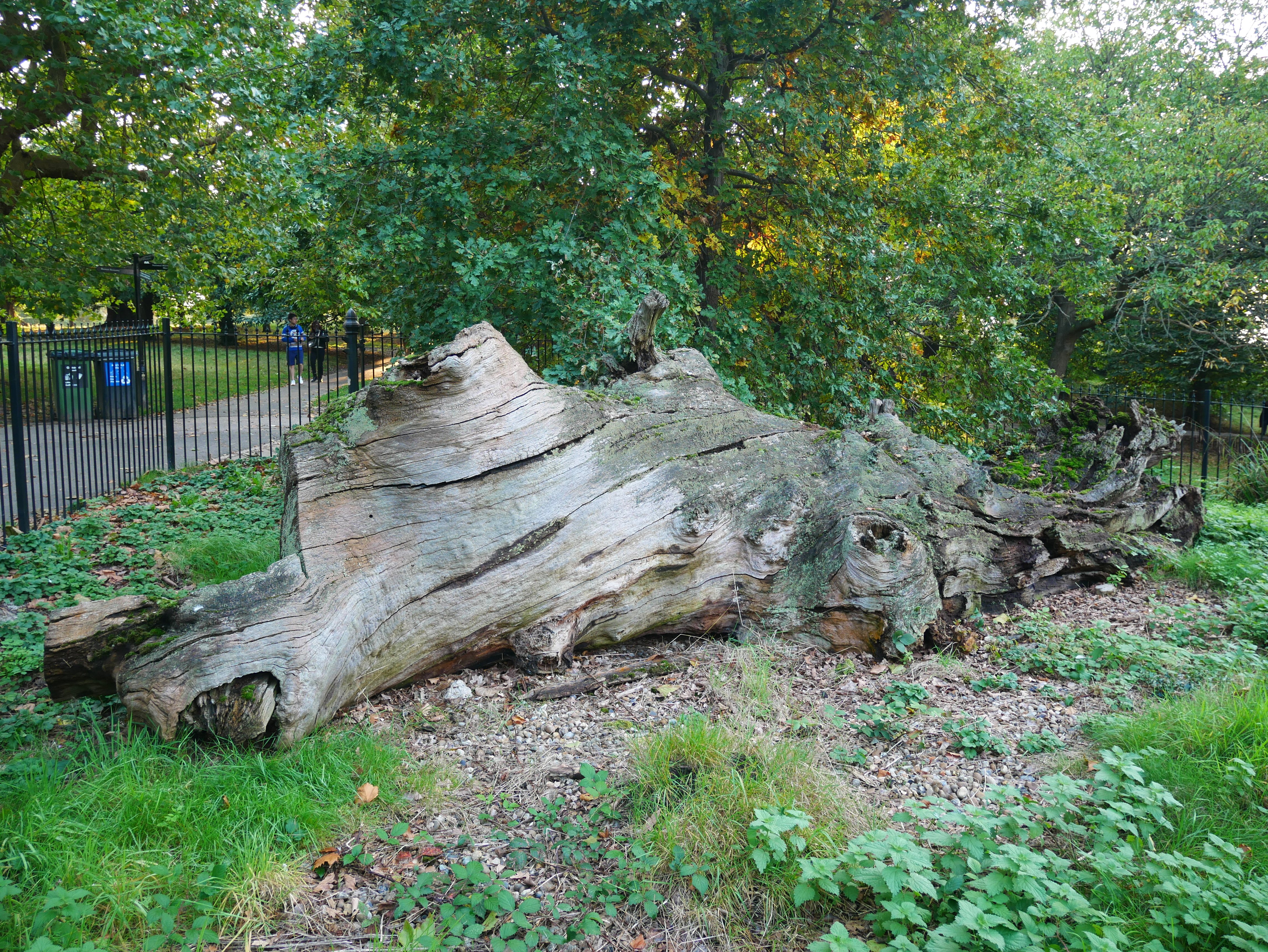
"شجرة بلوط الملكة اليزابيث"
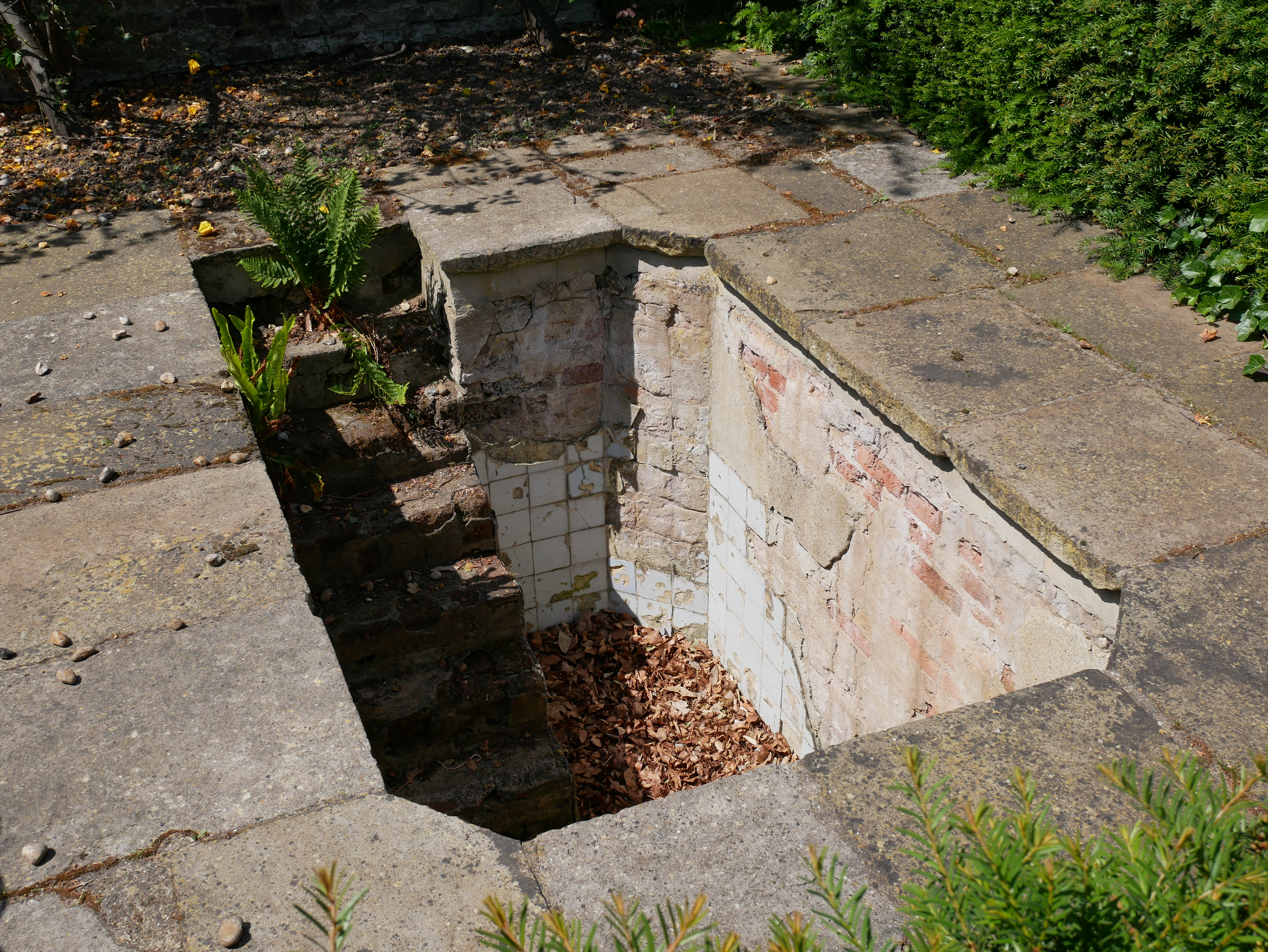
حمام الملكة كارولين
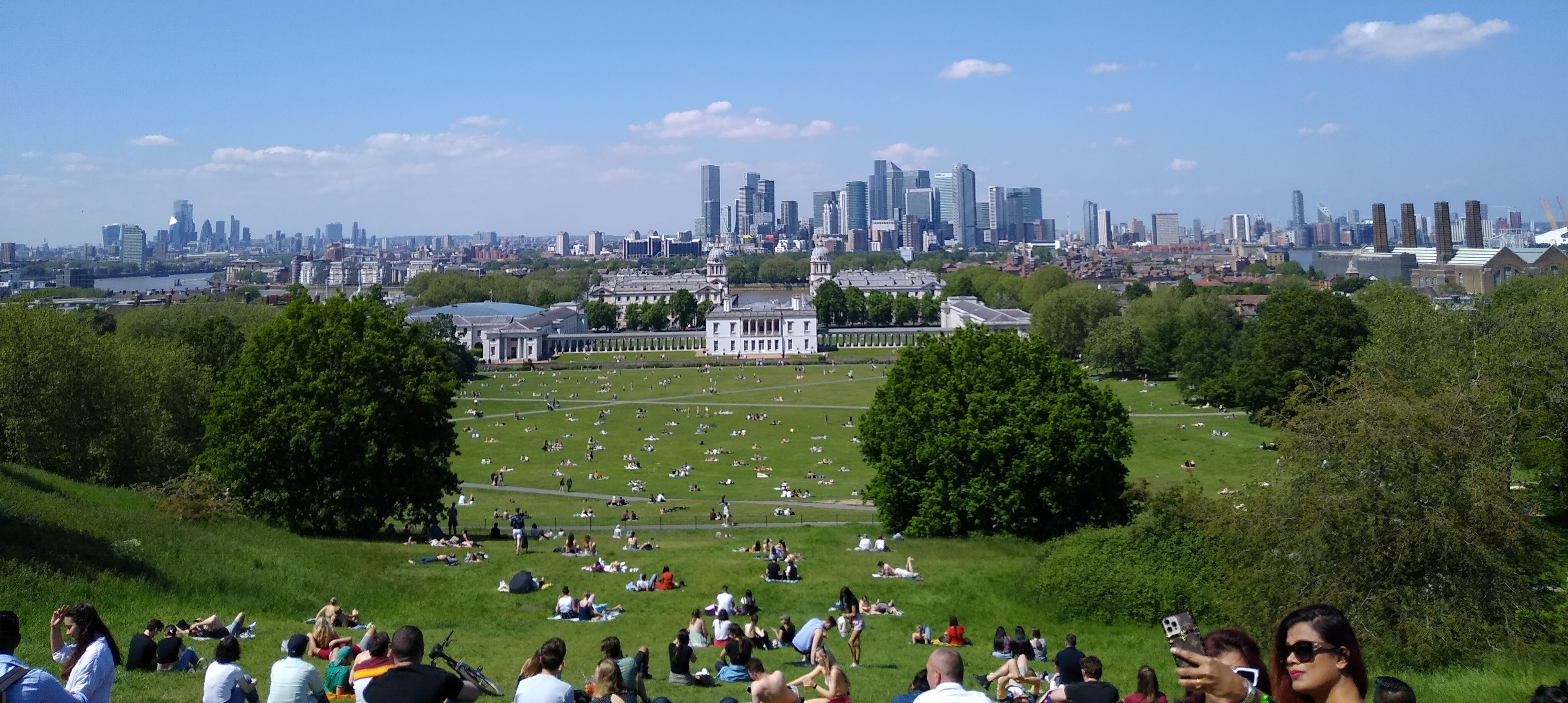
الزوار في الحديقة في العطلة الربيعية عام 2021
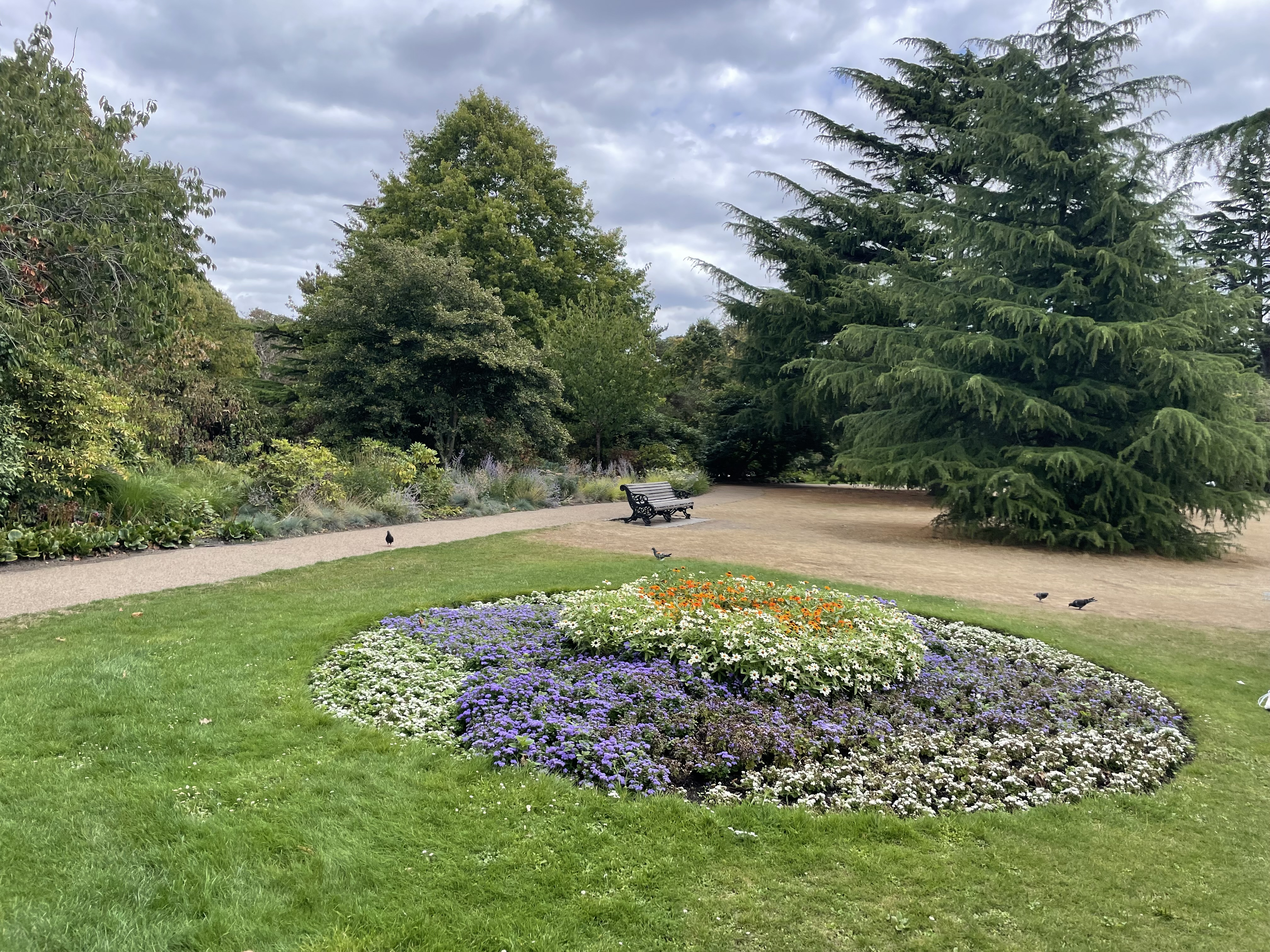
حديقة زهور غرينتش بارك
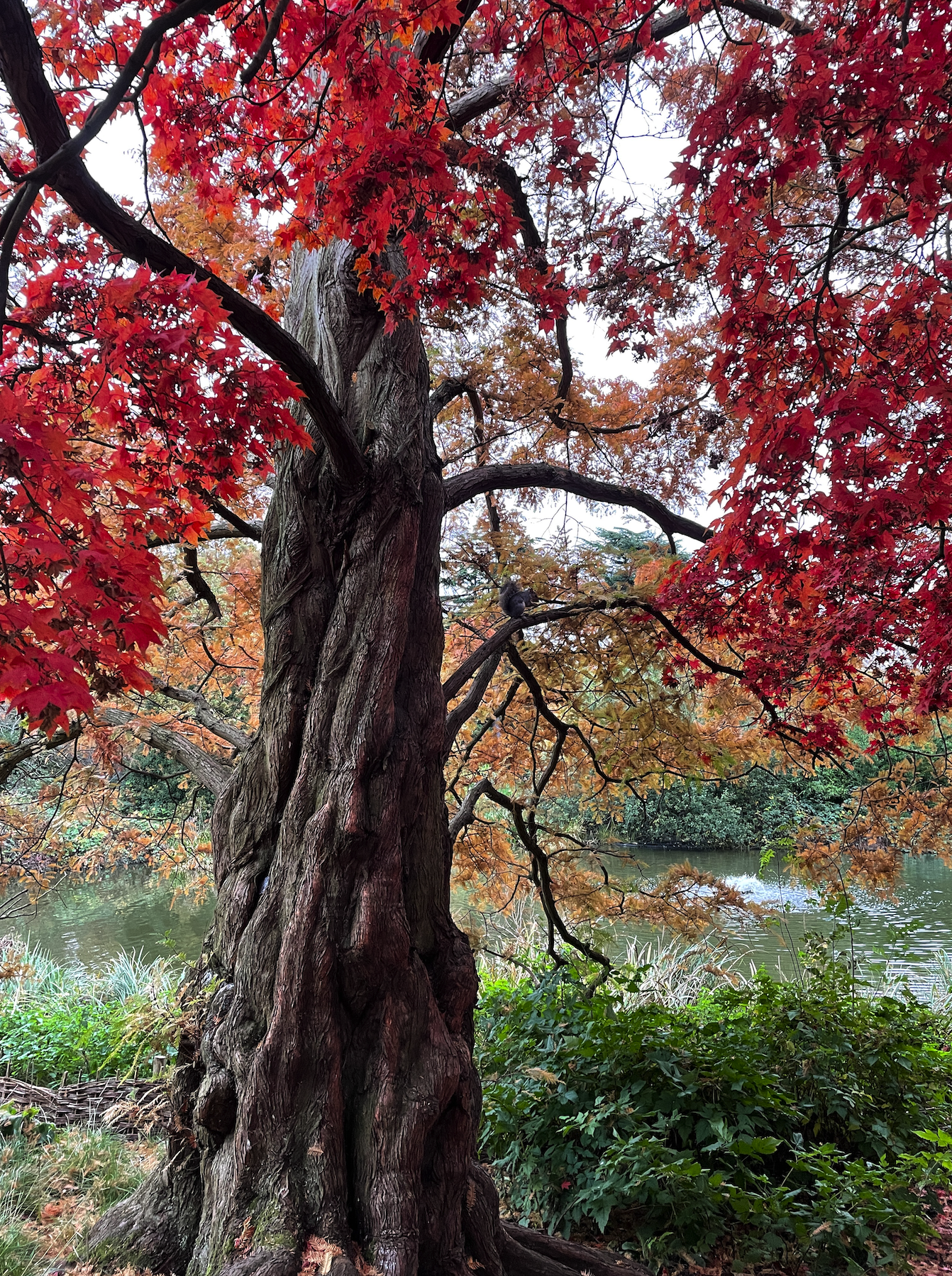
القيقب الياباني
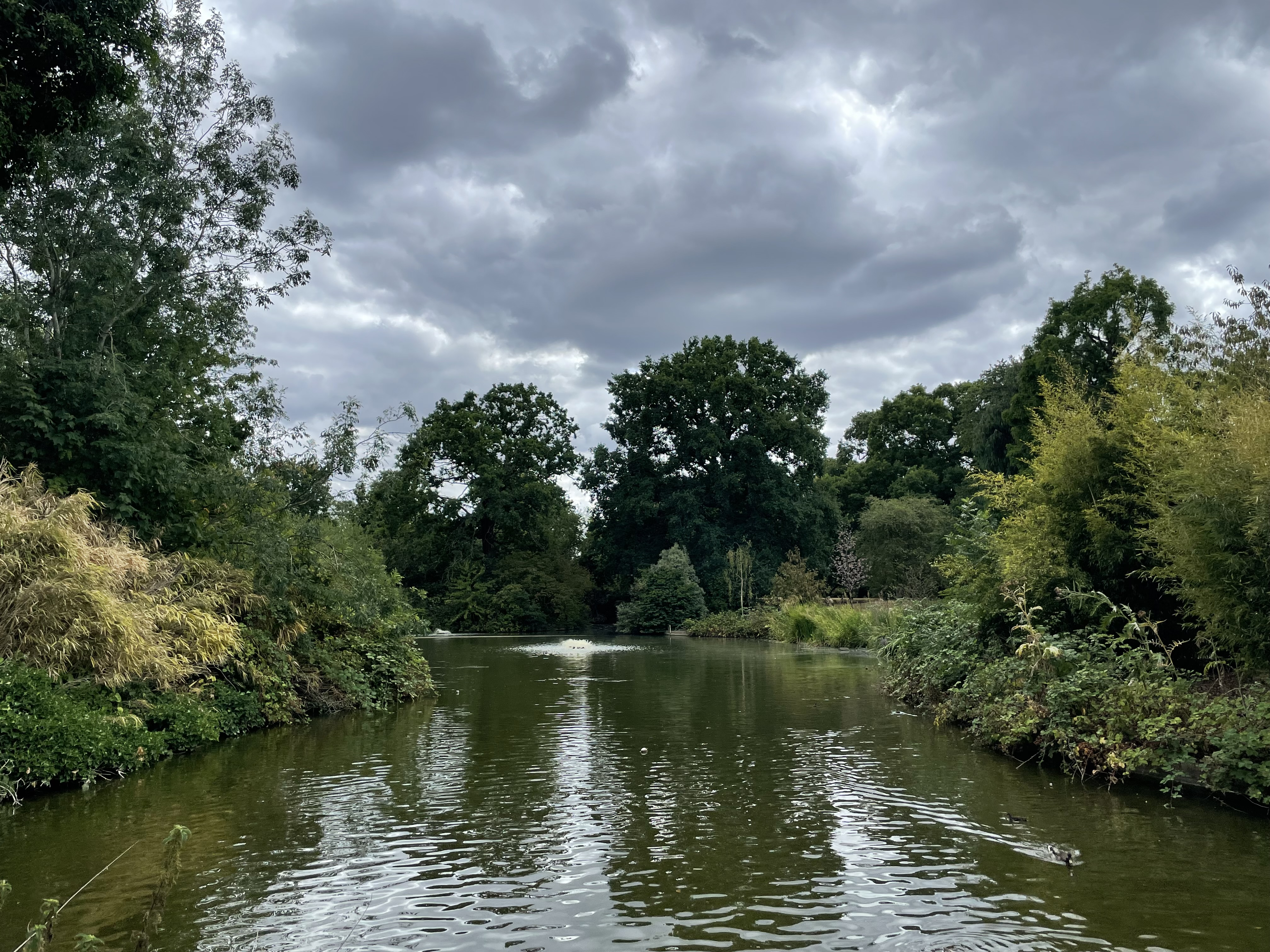
نهر في غرينتش بارك